# Monaster Międzygórski
Monaster Międzygórski, pełna nazwa Międzygórski Monaster Przemienienia Pańskiego (ukr. Межигірський Спасо-Преображенський Монастир) – prawosławny klasztor powstały prawdopodobnie w epoce Rusi Kijowskiej, funkcjonujący z pewnością przed 1520, działający do 1787. W latach 1664–1787 monaster ten pozostawał pod szczególną opieką Kozaków zaporoskich. W 1888 monaster wznowił działalność jako wspólnota żeńska. Zlikwidowany w 1919, w 1935 został wysadzony w powietrze. Na jego miejscu wzniesiono dacze dla radzieckich działaczy państwowych, użytkowane po upadku ZSRR przez polityków ukraińskich.
Położony na terenie dawnej miejscowości Międzygórze albo Meżyhory (Межигір'я), ob. w pobliżu wsi Nowe Petrowce (Нові Петрівці).

## Historia

### Powstanie
Według legend Monaster Międzygórski został założony przez mnichów greckich jeszcze za panowania Włodzimierza Wielkiego. Pogląd ten nie znalazł poparcia w badaniach archeologicznych. Inna legenda przypisuje fundację monasteru księciu Andrzejowi Bogolubskiego. Pierwsza pisemna wzmianka o klasztorze pochodzi jednak dopiero z 1520.

...Że cerkiew i monaster w Meżyhoriu istniał już za dni Kaziemierza IV mamy tego wybitną wskazówkę w hramocie Zygmunta I do wojewody Andrzeja Niemirowicza z r. 1520, w której tenże król Misajlowi Szczerbinie, dozwala cerkiew Spasa w M. „na sej czas w pustie” stojącą, odnowić; albowiem, jak się mówi dalej w tejże hramocie „ta cerkiew Bożaja, ot wyniatia Kiewskoho opustoszała i chwały Bożoj w nej ne było” (Akty Z.R., t. II, № 121). Wiadomo zaś, że wtedy, pod wyrazem „wyniatje” rozumiano wyłącznie napad w 1438 r. napad w 1483 Mendligireja na Kijów, wydarzony za rządów tegoż Kazimierz Jagiellończyka. Monsater ten przeto po zniszczeniu swem, przez Szczerbinę odnowiony, następnie należał do podawania królewskiego i Zygmunt August dał go w dożywocie, wraz z ziemią wyszogrodzką, r. 1571 Eustachemu Wysockiemu, pisarzowi kancelaryi kor. ruskiej (Akty istor., t. I, № 53) (...)

Stefan Batory też zarówno miał w swojej opiece wyłącznej ten monaster. Niemnie też i panowie ówcześni ruscy wielką dla tego miejsca okazywali dewocyą, jak np. kniaź Jurji Semenowicz Słucki, Andrzej Połoz, Hornostaj, Andrzej Niemira, Jacko Butowicz i wielu innych. Monaster posiadał dziedzicznie ziemię wyszogrodzką ale, z powodu niepewności jej obrębu, często Czerncy narażeni byli na zatargi z sąsiadami. jakoż dopraszali się oni u króla o sprawiedliwość, skarżąc się na kniazia Eustachego Rużyńskiego, podstarościego kijowskiego, który im grunta pozabierał. Król je wrócić rozkazał i nadto rotmistrzowi kijowskiemu Kacprowi Stużeńskiemu (mazurowi) bronić Czerńców od przemocy podstarościego (rusina) plecił.

W 1592 monaster został napadnięty przez Kozaków-uczestników powstania Kosińskiego, którzy pobili przełożonego i mnichów klasztoru, zarzucając im ukrywanie na terenie monasteru złodzieja.

Szlachcic polski Kosiński podniósł bunt i kozacy jego w 1592 pod wodzą Iwana Grenkowicza, włamali się do monasteru; ihumena Józefa Bobrykiewicza Kopota związali i zbili, a wstręt mając wrodzony ku wszelkim zapisanym papierom darli hramoty królewskie, nogami je deptali.

### Znaczenie monasteru jako duchowego ośrodka Kozaczyzny
Na początku XVII w., gdy przełożonym klasztoru był ihumen Atanazy, znaczenie wspólnoty dla ruskiej ludności prawosławnej znacznie wzrosło i stało się porównywalne z autorytetem Ławry Pieczerskiej w Kijowie. W pierwszych dekadach XVII stulecia kompleks klasztorny został rozbudowany o trzy drewniane cerkwie: św. św. Piotra i Pawła, refektarzową świątynię św. Mikołaja oraz sobór Przemienienia Pańskiego.

Piotr Mogiła powiada: obacz w kijowskiej ziemi (nie wspominam fundusz mające monastery) Meżyhorski, w którym jest więcej niż półtorasta zakonników, in communitate, z pracy rąk swoich, sposobem Antoniego, onego wielkiego pustelnika żyjących (Litos).

Monaster utrzymywał bliskie kontakty z bractwami prawosławnymi we Lwowie i w Kijowie. Kandydaci na mnichów wywodzący się z grona uczniów szkoły brackiej w Kijowie odbywali w Monasterze Międzygórskim nowicjat przed wstąpieniem do brackiego klasztoru w Kijowie. Zakonnicy monasteru wsparli powstanie Chmielnickiego. Na terenie klasztoru przechowywana była broń na użytek Kozaków, zaś część mnichów dołączyła do powstańczych oddziałów. 21 maja 1651 Bohdan Chmielnicki osobiście ogłosił się ktitorem klasztoru, zaś kosz zaporoski przekazał monasterowi część zdobyczy wojennych. Pięć lat później Chmielnicki przekazał wspólnocie wsie Nowe Petrowcy i Moszczany oraz Wyszhorod.

W 1654 r. Tatarzy zaciekłszy się krwawymi zagony aż w głąb Wołynia, w odwrotnej drodze z jasyrem szli pod Kijów, Chmielnicki chcąc im przeciąć odwrót, dopadł ich pod M. i rozbiwszy, w rozsypkę rzucił. Od tej chwili spółka kozacko-tatarska miała się jakoby rozerwać a Chmielnickiemu nie pozostało jak poddać się Rosyi. Dziwna rzecz, że o tej porażce Tatarów, tak znaczącej i doniosłej, tylko jeden Wieliczko wspomina, w innych źródłach zupełnie o tem głucho (Wieliczko, t. I, str. 166)

Opiekę nad monasterem sprawowali także kolejni hetmani kozaccy. Od 1664, gdy wojsko polskie zniszczyło monaster Zaśnięcia Matki Bożej w Trechtymirowie, Monaster Międzygórski przejął jego tradycyjną funkcję przytułku dla starych, chorych i rannych Kozaków zaporoskich. Inną wersję na temat przejęcia tej funkcji od klasztoru trechtymirowskiego podaje Edward Rulikowski:

Gdy wkrótce potem Doroszenko poddał się Turcyi, Zaporoże odstrychnąwszy się od niego, przez to samo i Trechtymirów, pod jego zostający władzą, utraciło. Odtąde też Zaporożcy uważać zaczęli za swój monaster wojskowy nie trechtymirowski, ale meżyhorski pod Kijowem, kędy i swój szpital przenieśli (Zakrewskij, Opis Kijowa, str. 479).

Tradycją w społeczności kozackiej stało się odbywanie pielgrzymek do klasztoru, jak również przekazywanie darów dla jego świątyń. Od 1687 monaster posiadał przywilej stauropigii. Lata 1660-1700 były czasem jego największego rozkwitu.

R. 1679 umarł w Dymirze, wiadomy z historyi Eustachy Hohol, hetman Ukrainy, z ramienia rzplitej, i 9 stycznia tegoż roku w grobach meżychorskiej cerkwi został pochowany (Maksymowicz, Soczynienia, t. I, str. 519)

Przed śmiercią podarował monasterowi wydaną w 1644 roku we Lwowie, starą ewangelię, która dziś znajduje się w Archiwum Kraju Krasnodarskiego.

Następnie zaś, gdy od r. 1687 r. t.j. od traktatu Grzymułtowskiego, Zaporożcy utracili byli swój Trechtymirów, toć w miejscu tegoż obrali oni Meżyhorski monaster na swój szpital wojskowy, sicz swoję do jego parafii załączyli, a cerkiew własną Siczową i monaster Samarski na filie tegoż monasteru obrócili. Widzieliśmy wyżej że czerncy posiedli byli w granicach rzplitej dobra ziemskie, acz nieprawnie, bo te należały właściwie do ziemian, których wojny kozackie wypłoszyły były przed laty z własnych gniazd i siedzib. (...) Nie jeden też junak zaporozki, po hulaszczem, krwawem i pijanem na przemiany życiu, przychodzi do monasteru odzyskać stracony spokój duszy (duszu spasat') i osiada na dewocyi.

W 1700 patriarcha moskiewski i całej Rusi Adrian zgodził się na odebranie klasztorowi statusu stauropigialnego i podporządkowanie go metropolicie kijowskiemu. W czasie wojny północnej Monaster Międzygórski, wbrew stanowisku hetmana kozackiego Iwana Mazepy, poparł Rosję i cara Piotra I. W 1709 car ponownie nadał monasterowi status stauropigii, decydując także, by jego przełożeni nosili godność archimandrytów.

### W Imperium Rosyjskim
Po likwidacji Siczy zaporoskiej przez carycę Katarzynę II Monaster Międzygórski stracił ekonomiczne podstawy funkcjonowania. W 1787, na kilka dni przed planowaną wizytą carycy w monasterze, budynki klasztorne uległy zniszczeniu wskutek pożaru, być może wywołanego przez samych mnichów, nie mogących pogodzić się z decyzją carycy o planowanym przeniesieniu monasteru na Krym. W momencie zniszczenia kompleks monasterski składał się z pięciu świątyń: murowanego soboru Przemienienia Pańskiego i nadbramnej cerkwi św. św. Piotra i Pawła oraz drewnianych cerkwi Św. Ducha, Zwiastowania i św. Mikołaja. Klasztor dysponował także bogatą biblioteką z rękopisami w językach ruskim, polskim i łacińskim oraz kompleksem budynków mieszkalnych i gospodarczych.  Od 1801 jedna ze świątyń monasteru pełniła funkcje cerkwi parafialnej.
Od końca XVIII w. do 1874 w dawnych zabudowaniach monasterskich mieściła się pierwsza na terytorium dzisiejszej Ukrainy fabryka wyrobów fajansowych. W końcu XIX w. zdecydowano o restytucji monasteru, a do jego odbudowy skierowany został mnich Jonasz, szanowany w całym Kijowie przełożony monasteru Trójcy Świętej na Górze Zwierzynieckiej. Ostatecznie jednak w 1888 Monaster Międzygórski został reaktywowany jako żeński; od końca lat 90. XIX w. była to filia monasteru Opieki Matki Bożej w Kijowie. Monaster ten został zlikwidowany w 1919.

### Zniszczenie monasteru
W 1933 w zabudowaniach monasterskich otwarty został dom wypoczynkowy dla pisarzy, zaś dwa lata później klasztor został wysadzony w powietrze. Na jego miejscu wzniesiono dacze dla działaczy państwowych. Na terenie dawnego monasteru znajdowała się m.in. rezydencja Wiktora Janukowycza (pot. Meżyhiria).

### Próby odnowienia
W 2011 Święty Synod Ukraińskiego Kościoła Prawosławnego Patriarchatu Moskiewskiego ogłosił powstanie nowej męskiej wspólnoty mniszej nawiązującej do tradycji i nazwy Monasteru Międzygórskiego we wsi Nowi Petriwci w bliskiej odległości od jego dawnej siedziby. Po upadku rządów Wiktora Janukowycza wskutek protestów na przełomie r. 2013 i 2014 mnisi zwrócili się do Ukraińskiej Akademii Nauk z prośbą o zgodę na prace archeologiczne, a następnie organizację muzeum na terytorium klasztoru zajmowanym następnie przez posiadłość byłego prezydenta.

## W kulturze

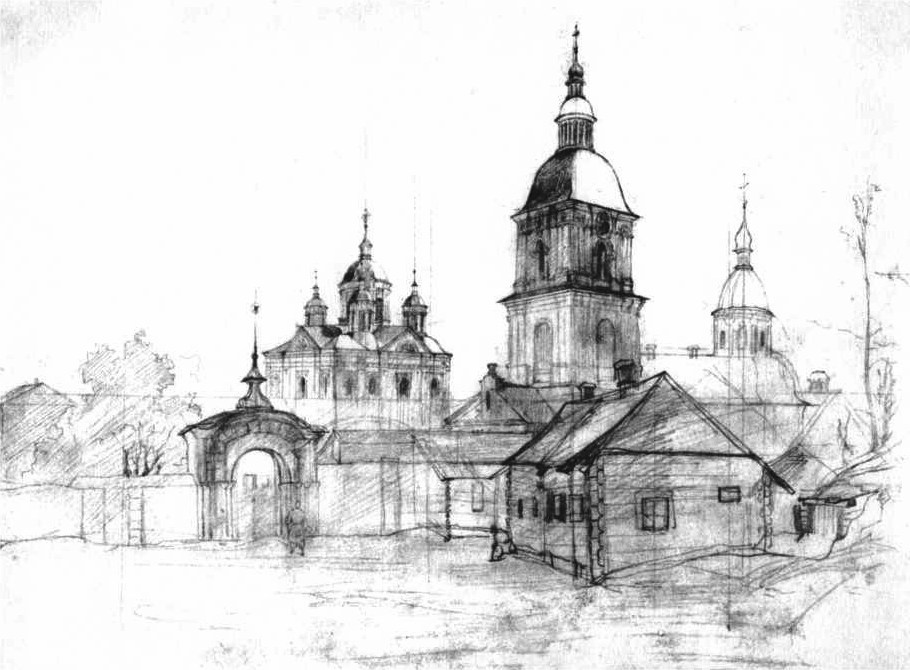
Monaster Międzygórski na rysunku Tarasa Szewczenki

Taras Szewczenko przedstawił Monaster Międzygórski na kilku wykonanych w latach 40. XIX w. rysunkach. Ten sam twórca jest autorem poematu Mnich, którego akcja rozgrywa się w monasterze i nawiązuje do ludowej opowieści o kozackim pułkowniku Semenie Paleju.